# خلیل خمیس
خلیل خمیس (انگلیسی: Khalil Khamis؛ زادهٔ ۱۵ ژوئیهٔ ۱۹۹۲) بازیکن فوتبال اهل امارات متحده عربی است.